# Y học hạt nhân
Y học hạt nhân là một chuyên ngành y tế liên quan đến việc áp dụng các chất phóng xạ trong chẩn đoán và điều trị các bệnh. Theo một nghĩa nào đó, y học hạt nhân là " X quang được thực hiện từ bên trong" hay "endoradiology" vì nó ghi lại bức xạ phát ra từ bên trong cơ thể chứ không phải là bức xạ được tạo ra bởi các nguồn bên ngoài như tia X. Ngoài ra, quét y học hạt nhân khác với X quang vì trọng tâm không phải là giải phẫu hình ảnh mà là chức năng và vì lý do đó, nó được gọi là phương thức hình ảnh sinh lý. Chụp cắt lớp phát xạ đơn photon (SPECT) và chụp cắt lớp phát xạ positron (PET) là hai phương thức chụp ảnh phổ biến nhất trong y học hạt nhân.

## Chẩn đoán hình ảnh y tế

### Chẩn đoán
Trong hình ảnh của y học hạt nhân, dược phẩm phóng xạ được đưa vào trong cơ thể, ví dụ, qua đường tiêm tĩnh mạch hoặc uống. Sau đó, các máy dò bên ngoài (camera gamma) chụp và tạo thành hình ảnh từ bức xạ phát ra từ các dược phẩm phóng xạ. Quá trình này không giống như tia X chẩn đoán, nơi bức xạ bên ngoài được truyền qua cơ thể để tạo thành hình ảnh.
Có một số kỹ thuật chẩn đoán y học hạt nhân.
- 2D: ghi xạ hình ("scint") là việc sử dụng các hạt nhân phóng xạ nội bộ để tạo ra hình ảnh hai chiều.[2]

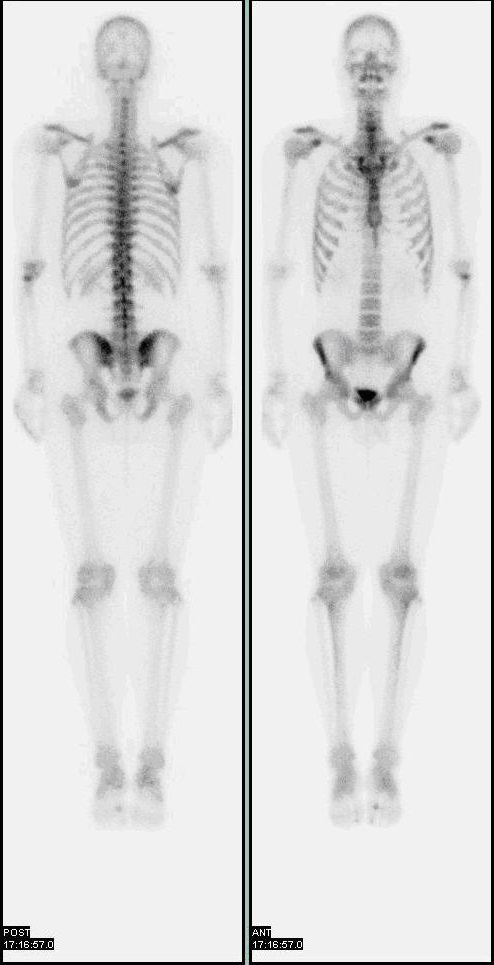
Một hình ảnh quét xương bằng y học hạt nhân trên toàn thân. Việc quét xương toàn thân của y học hạt nhân thường được sử dụng trong các đánh giá về các bệnh lý liên quan đến xương khác nhau, chẳng hạn như đau xương, gãy xương do căng thẳng, tổn thương xương không nhiễm trùng, nhiễm trùng xương hoặc ung thư đến xương.
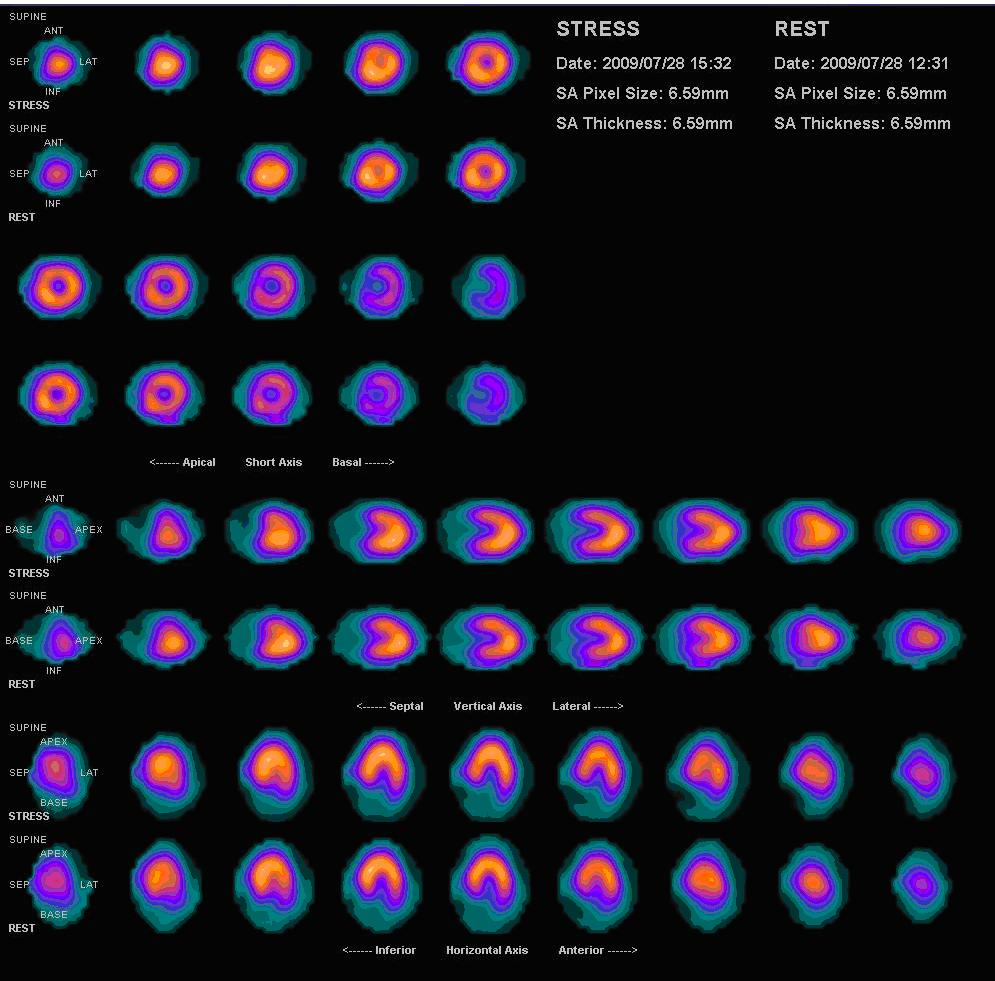
Quét hạt nhân tưới máu cơ tim bằng thallium-201 cho các hình ảnh còn lại (hàng dưới cùng) và Tc-Sestamibi cho hình ảnh căng thẳng (hàng trên cùng). Quét tưới máu cơ tim y học hạt nhân đóng một vai trò quan trọng trong việc đánh giá không xâm lấn của bệnh động mạch vành. Nghiên cứu không chỉ xác định bệnh nhân mắc bệnh động mạch vành; nó cũng cung cấp thông tin tiên lượng tổng thể hoặc nguy cơ tổng thể của các biến cố tim bất lợi cho bệnh nhân.
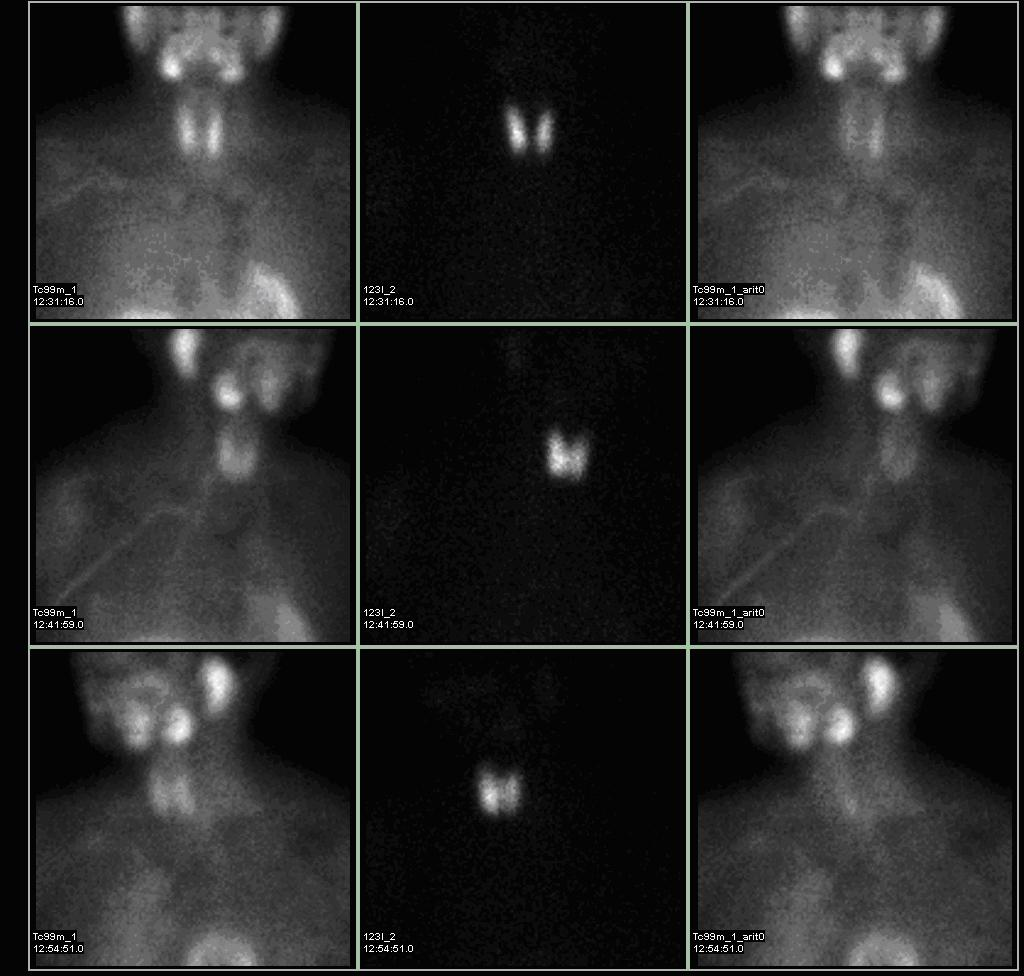
Một quét tuyến cận giáp sử dụng y học hạt nhân cho thấy một tuyến cận giáp tuyến cận giáp với cực dưới bên trái của tuyến giáp. Nghiên cứu trên được thực hiện với hình ảnh đồng thời Technetium-Sestamibi (cột thứ 1) và iodine-123 (cột thứ 2) và kỹ thuật trừ (cột thứ 3).
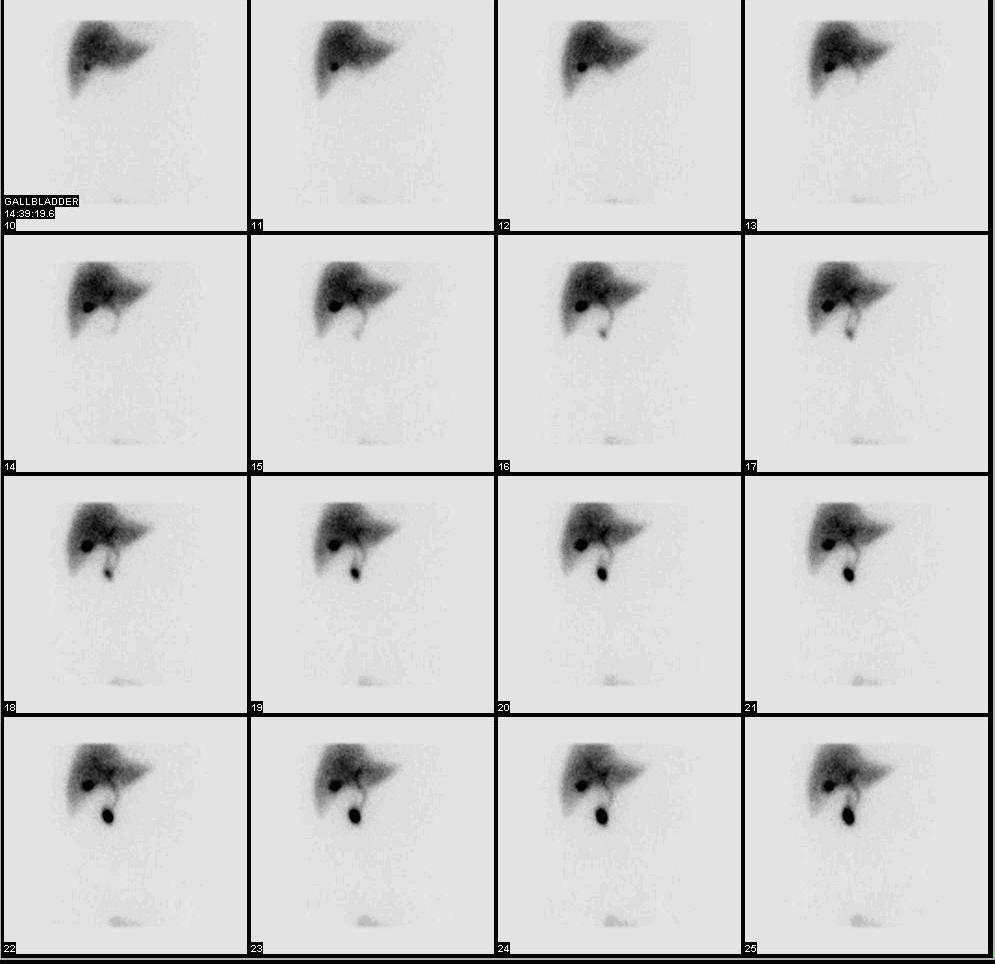
Quét gan mật bình thường (quét HIDA). Quét gan mật y học hạt nhân là hữu ích lâm sàng trong việc phát hiện bệnh túi mật.
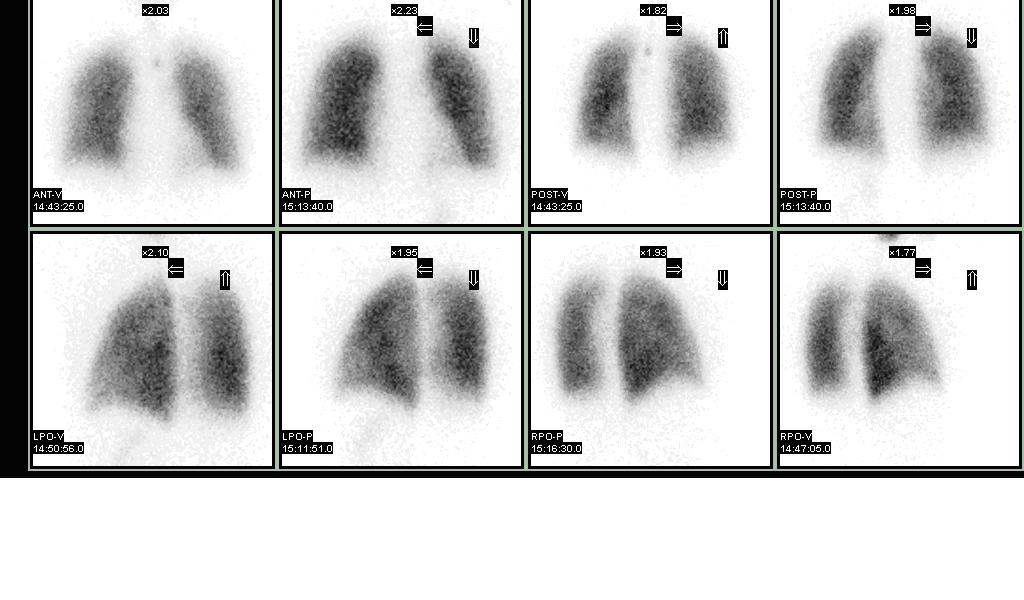
Thông khí phổi thông thường và quét tưới máu (V / Q). Quét V / Q y học hạt nhân rất hữu ích trong việc đánh giá thuyên tắc phổi.
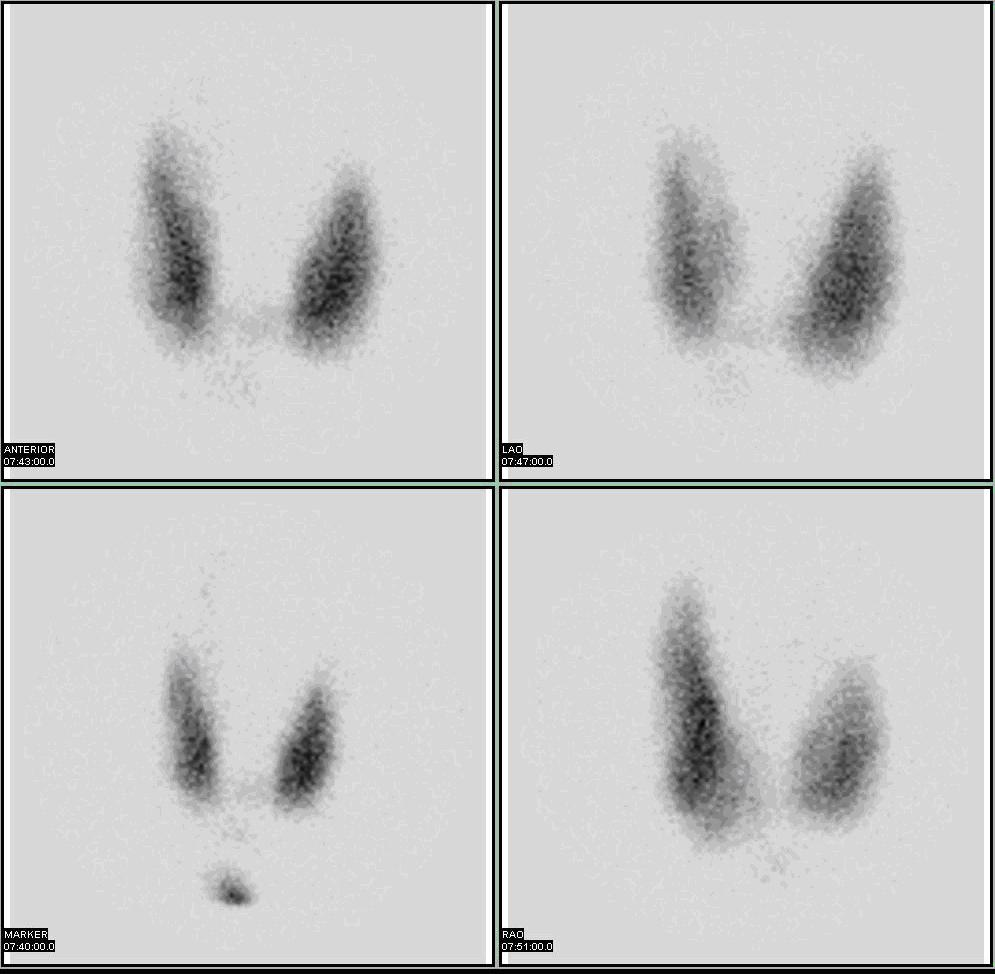
Quét tuyến giáp bằng iod-123 để đánh giá cường giáp.

- 3D: SPECT là một kỹ thuật chụp cắt lớp 3D sử dụng dữ liệu camera gamma từ nhiều hình chiếu và có thể được xây dựng lại trong các mặt phẳng khác nhau. Chụp cắt lớp phát xạ Positron (PET) sử dụng phát hiện trùng khớp với các quá trình chức năng hình ảnh.

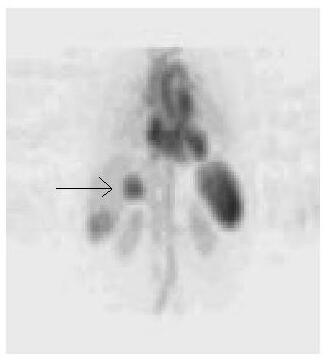
Một xét nghiệm gan SPECT sử dụng y học hạt nhân với các tế bào hồng cầu tự trị được dán nhãn 99%. Trọng tâm của sự hấp thu cao (mũi tên) trong gan phù hợp với dấu hiệu của u máu.
Chiếu cường độ tối đa (MIP) của chụp cắt lớp phát xạ positron toàn thân (PET) của 79   kg nữ sau khi tiêm tĩnh mạch 371   MBq của 18F-FDG (đo trước một giờ).

 Các xét nghiệm y học hạt nhân khác với hầu hết các phương thức chẩn đoán hình ảnh khác ở chỗ các xét nghiệm chẩn đoán chủ yếu cho thấy chức năng sinh lý của hệ thống đang được nghiên cứu trái ngược với hình ảnh giải phẫu truyền thống như CT hoặc MRI. Các nghiên cứu hình ảnh y học hạt nhân nói chung là nhiều cơ quan, mô hoặc bệnh cụ thể hơn (ví dụ: quét phổi, quét tim, quét xương, quét não, khối u, nhiễm trùng, Parkinson, v.v.) phần cụ thể của cơ thể (ví dụ: X-quang ngực, CT bụng / xương chậu, CT scan đầu, v.v.). Ngoài ra, có những nghiên cứu y học hạt nhân cho phép chụp ảnh toàn bộ cơ thể dựa trên các thụ thể hoặc chức năng tế bào nhất định. Ví dụ như quét PET toàn thân hoặc quét PET / CT, quét gallium, quét tế bào bạch cầu indium, quét MIBG và octreotide.
Y học hạt nhân là một lĩnh vực chuyên biệt của X-quang, đó là sử dụng một lượng vật việu phóng xạ hay dược phẩm phóng xạ (radiopharmaceuticals), để kiểm tra chức năng của các cơ quan trong cơ thể và kết cấu của chúng. Y học hạt nhân có thể được nói là sự kết hợp của nhiều chuyên ngành khác nhau. Bao gồm Hóa học, Vật lí, Toán học, Công nghệ thông tin và y học. Loại X-quang này thường giúp chúng ta phát hiện và điều trị những bất thường (treat abnormalities) rất sớm so với sự tiến triển của một căn bệnh, chẳng hạn ung thư tuyến giáp.
Bởi vì tia X đi qua các mô mềm của cơ thể như ruột, cơ, mạch máu. Những mô  mềm này gây ra khó khăn khi xem trên một tấm X- quang tiêu chuẩn, trừ khi một chất tương phản được sử dụng. Nó chấp nhận cho những mô mềm này được nhìn thấy rõ ràng hơn. Hình ảnh hạt nhân cho phép hình dung cấu trúc, cơ quan mô cũng như chức năng của nó. Mức độ mà dược phẩm phóng xạ được hấp thu và cho biết chức năng của một mô, cơ quan cụ thể mà ta đang nghiên cứu. X-quang chuẩn đoán được sử dụng chủ yếu để nghiên cứu giải phẫu. Hình ảnh hạt nhân thường được dùng để nghiên cứu về chức năng của các cơ quan và mô.
Chất phóng xạ, còn được gọi là hạt nhân phóng xạ (dược phẩm phóng xạ hay chất đánh dấu phóng xạ (radioactive tracer)) được hấp thụ bởi các mô. Một số hạt nhân phóng xạ khác nhau là có sẵn. Bao gồm các nguyên tố technetium, thalium, galium, iodine, xenon. Loại của hạt nhân phóng xạ sẽ được sử dụng dựa trên chuyên ngành và bộ phận cơ thể được nghiên cứu.
Sau khi chất phóng xạ được đưa ra và hấp thụ vào mô được nghiên cứu, bức xạ sẽ được phát ra. Bức xạ này sẽ được phát hiện bởi máy dò bức xạ. Loại máy dò phổ biến nhất là máy ảnh gramma. Thông số kỹ thuật được sản xuất và lưu trữ bởi máy tính khi máy ảnh gramma phát hiện bức xạ.
Bằng cách đo hoạt động của hạt nhân phóng xạ trong cơ thể trong quá trình quét hạt nhân. Bác sĩ có thể chuẩn đoán các tình trạng khác nhau, như khối u, nhiễm trùng, cơ quan bị mở rộng (organ enlargement) thậm chí là u nang. Một máy quét hạt nhân còn được sử dụng để đánh giá hoạt động của cơ quan hay tuần hoàn máu.
Khu vực mà hạt nhân phóng xạ được hấp thụ với một lượng lớn hơn được gọi là "điểm nóng". Khu vực không hấp thụ hạt nhân phóng xạ hay xuất hiện ít sáng hơn trên ảnh quét được gọi là "điểm lạnh".
Trong hình ảnh phẳng, máy ảnh gramma vẫn đứng yên, kết quả thu được là hình ảnh trong không gian 2 chiều (2D). Chụp cắt lớp phát xạ đơn photon (Single photon emission computed tomography), hay SPECT tạo ra các "lát cắt" theo trục của cơ quan được đề cập bởi vì các máy ảnh gramma xoay xung quanh cơ thể bệnh nhân. Những lát cắt này tương tự với những thứ được thực hiện bằng chụp CT. Trong một số trường hợp nhất định, chẳng hạn như quét PET, hình ảnh 3D bằng cách sử dụng dữ liệu SPECT.
==Tham khảo==https://www.hopkinsmedicine.org/health/treatment-tests-and-therapies/nuclear-medicine#:~:text=Nuclear%20medicine%20is%20a%20specialized,combination%20of%20many%20different%20disciplines.
1. ↑  "Nuclear Medicine". Bản gốc lưu trữ ngày 27 tháng 2 năm 2015. Truy cập ngày 20 tháng 8 năm 2015.
2. ↑  scintigraphy Citing: Dorland's Medical Dictionary for Health Consumers, 2007 by Saunders; Saunders Comprehensive Veterinary Dictionary, 3 ed. 2007; McGraw-Hill Concise Dictionary of Modern Medicine, 2002 by The McGraw-Hill Companies